# Joseph Lortz

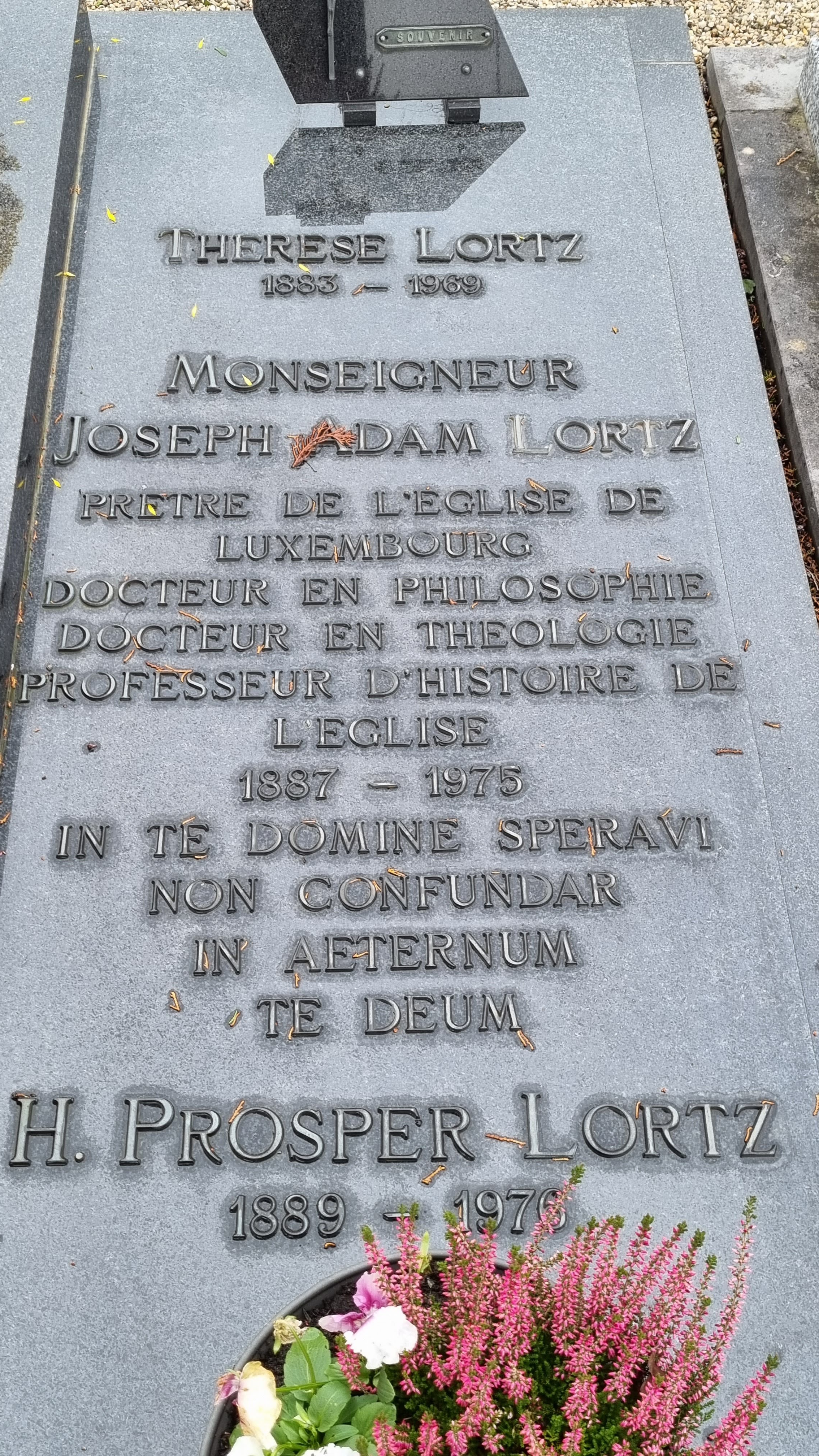
Die Grabtafel auf dem Friedhof in Luxemburg

Joseph (Adam) Lortz (* 13. Dezember 1887 in Grevenmacher, Luxemburg; † 21. Februar 1975 in Luxemburg (Stadt)) war ein römisch-katholischer Kirchenhistoriker. Er galt als anerkannter Reformationsforscher und Ökumeniker.

## Leben
Joseph Lortz, zweitjüngstes von sieben Kindern, studierte Philosophie und Theologie von 1907 bis 1911 in Rom und von 1911 bis 1913 an der Universität Freiburg/Üechtland. 1913 empfing er die Priesterweihe in der Kathedrale von Luxemburg. Von 1913 bis 1923 lebte er in Bonn, wo die Kirchen- und Reformationshistoriker Heinrich Schrörs (1852–1928), Joseph Greving und Albert Ehrhard seinen weiteren Werdegang beeinflussten. 1917 wurde er wissenschaftlicher Sekretär der Herausgeberschaft des Corpus Catholicorum.
1920 wurde Lortz an der Universität Bonn promoviert, 1923 habilitierte er sich an der Universität Würzburg. Er war anschließend am Lehrstuhl von Sebastian Merkle als Privatdozent tätig. Parallel war er in Würzburg Studentenseelsorger. 1929 erhielt er einen Ruf auf eine Professur an die Staatliche Akademie Braunsberg (Lyceum Hosianum) in Ostpreußen. Nach der „Machtergreifung“ der Nationalsozialisten publizierte er 1933 die Abhandlung Katholischer Zugang zum Nationalsozialismus, in der er die wesentlichen Grundprinzipien des Nationalsozialismus bejahte. Lortz trat zum 1. Mai 1933 der NSDAP bei (Mitgliedsnummer 2.070.748). 1935 wechselte er auf den Lehrstuhl für allgemeine Kirchengeschichte mit Berücksichtigung der Missionsgeschichte an die Westfälische Wilhelms-Universität in Münster.
In der Nachkriegszeit lehrte Lortz von 1950 bis zu seinem Tod 1975 an der Universität Mainz, zudem war er Direktor des Instituts für Europäische Geschichte in Mainz in der Abteilung für Abendländische Religionsgeschichte.
Lortz war Mitglied der katholischen Studentenverbindung K.D.St.V. Teutonia in Freiburg/Üechtland im CV.
Lortz hat verschiedene Werke zum Verständnis der römisch-katholischen Kirche und der Reformation geschrieben. Bekannteste Arbeit war das Werk Die Reformation in Deutschland.
Bekannte Lortz-Schüler sind Erwin Iserloh, Peter Manns, Karl Pellens.

## Schriften
Als Autor:
- Katholischer Zugang zum Nationalsozialismus. Reihe: Reich und Kirche. Aschendorff, Münster 1933.
- Geschichte der Kirche in ideengeschichtlicher Betrachtung. Eine Sinndeutung der christlichen Vergangenheit in Grundzügen. Aschendorff, Münster 1933 (22/23. Auflage in 2 Bänden 1965).
- Die Reformation. Thesen als Handreichung bei ökumenischen Gesprächen. Kyrios, Meitingen bei Augsburg [um 1946].
- Die Reformation als religiöses Anliegen heute. Vier Vorträge im Dienste der Una Sancta. Paulinus, Trier 1948.
- Die Reformation in Deutschland. 2 Bände. Herder, Freiburg im Breisgau 1939/40 (6. Auflage 1982; übersetzt auf Spanisch 1963, Englisch 1968, Französisch 1970, Italienisch 1979).
- Wie kam es zur Reformation? Ein Vortrag. Johannes, Einsiedeln 1950 (4. Auflage 1963).
- mit Erwin Iserloh: Kleine Reformationsgeschichte. Ursachen, Verlauf, Wirkung. Herder, Freiburg im Breisgau 1969 (2. Auflage 1971).

Als Herausgeber:
- Bernhard von Clairvaux, Mönch und Mystiker. Internationaler Bernhardkongress, Mainz 1953. Steiner, Wiesbaden 1955 (auch Einleitung).
- Europa und das Christentum. Drei Vorträge. Steiner, Wiesbaden 1959 (Vorträge von Walther von Loewenich, Fedor Stepun und Joseph Lortz).